# Boghicea
Boghicea è un comune della Romania di 2 604 abitanti, ubicato nel distretto di Neamț, nella regione storica della Moldavia. 
Il comune è formato dall'unione di 4 villaggi: Boghicea, Căușeni, Nistria, Slobozia.
Boghicea è divenuto comune autonomo nel 2004, staccandosi dal comune di Bâra.